# PHP Extension and Application Repository
Il PHP Extension and Application Repository (PEAR) è un framework e un sistema di distribuzione per codice sorgente scritto in PHP.

## Introduzione
PEAR fu fondato nel 1999 da Stig S. Bakken per promuovere il riuso di codice per lo svolgimento di operazioni comuni. Nonostante sia un progetto portato avanti dalla community, esiste un PEAR Group che effettua le funzioni di amministrazione e di gestione del progetto.
Un pacchetto PEAR consiste di codice sorgente, codice binario o entrambi. Al contrario del Comprehensive Perl Archive Network (CPAN) che è stato utilizzato come modello, i package PEAR non hanno dipendenze implicite, per cui un pacchetto dentro PEAR non è strettamente legato a dipendenze di codice. Piuttosto, un pacchetto PEAR deve esplicitamente dichiarare tutte le dipendenze verso altri pacchetti.

## Lista di categorie di package
- Autenticazione
- Benchmarking
- Caching
- Componenti GTK
- Configurazione
- Console
- Crittografia
- Database
- Data e ora
- Elaborazione dati
- Eventi
- File system
- Formati di File
- HTML
- HTTP
- Immagini
- Internazionalizzazione
- Logging
- Matematica
- Networking
- Numeri
- Pagamenti
- PEAR
- PHP
- Posta elettronica
- Scienze
- Streams
- Strutture
- Sistema
- Testo
- Tool e utility
- Validazione
- Web semantico
- Web service
- XML

## PECL
La PHP Extension Community Library (PECL) contiene estensioni in C per la compilazione in PHP. PECL include moduli per il parsing XML, supporto per database non contenuti nella libreria standard e inclusione di programmi Perl o Python all'interno di script PHP per citare alcuni esempi. PECL si è diviso dal progetto PEAR nel 2003 ed ora opera in maniera indipendente.